# Jevgenij Utin

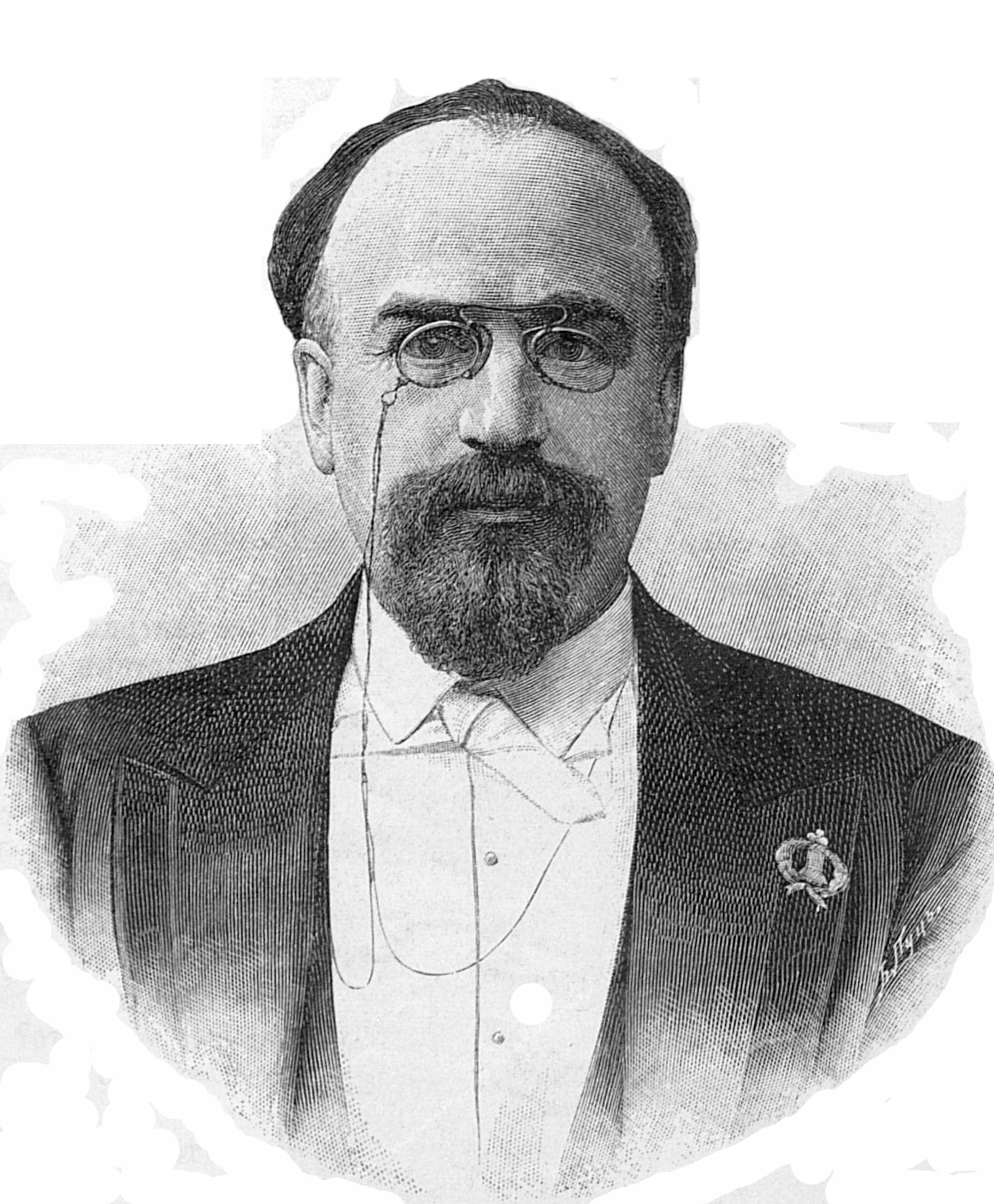
Jevgenij Utin.

Jevgenij Isakovitj Utin (ryska: Евгений Исаакович Утин), född 3 november 1843 i Sankt Petersburg, död 9 augusti 1894 i guvernementet Volynien, var en rysk advokat och publicist.  
Utin blev stadig medarbetare i tidskriften Vjestnik Jevropy från dess uppsättning 1866 och uppträdde som glänsande försvarsadvokat i många nihilisträttegångar på 1870-talet. Efter fransk-tyska kriget begav han sig till Frankrike, varifrån han sände mycket uppseendeväckande artiklar om bland annat Léon Gambetta, och efter rysk-turkiska kriget, i vilket han deltog, till Bulgarien, varifrån han skrev i bokform 1879 utgivna Pisma iz Bolgarii. Bland hans övriga politisk-historiska studier märks essäerna om Otto von Bismarck (1872), Adolphe Thiers (1881) och Vilhelm I (1888). Dessutom skrev han många ryska litteraturstudier (om bland annat Aleksandr Ostrovskij, Michail Saltykov-Sjtjedrin och narodnikerna). Ett urval av hans skrifter utkom 1896.